# Klupci (Serbia)
Klupci (cyr. Клупци) – wieś w Serbii, w okręgu maczwańskim, w mieście Loznica. W 2011 roku liczyła 7112 mieszkańców.